# نورایر ساهاکیان
نورایر آرتاشسی ساهاکیان (ارمنی: Նորայր Արտաշեսի Սահակյան؛ زادهٔ ۷ اکتبر ۱۹۸۷ در ایروان) یک بازیکن فوتبال در پست هافبک اهل ارمنستان است.

## باشگاهی
از باشگاه‌هایی که در آن بازی کرده‌است می‌توان به پیونیک، اولیس و آلاشکرت اشاره کرد.

## تیم ملی
وی همچنین در زیر ۱۷ سال ارمنستان، زیر ۱۹ سال ارمنستان، زیر ۲۱ سال ارمنستان، تیم ملی فوتبال ارمنستان و تیم ملی فوتبال آرتساخ بازی کرده‌است. ساهاکیان نخستین بازی ملی خود که در تورنمت بین‌المللی مالت (MIT-12) در تاریخ ۲ فوریه ۲۰۰۸ در آتارد در مقابل مالت انجام داده‌است.

## دستاوردها
- پیونیک
  - لیگ برتر فوتبال ارمنستان: (۲۰۰۵), (۲۰۰۶), (۲۰۰۷), (۲۰۰۸), (۲۰۰۹)
  - لیگ برتر فوتبال ارمنستان: (۲۰۱۱)
  - سوپر جام فوتبال ارمنستان: (۲۰۰۶)